# Il grande agguato (film 1932)
Il grande agguato (Der Rebell) è un film del 1932, diretto da Curtis Bernhardt, Edwin H. Knopf e Luis Trenker.
Fu l'esordio di Arthur Grosse, un caratterista del cinema tedesco degli anni trenta.
Nella versione in inglese, che uscì nel 1933 negli Stati Uniti con il titolo The Rebel, il personaggio di Erika fu interpretato dall'ungherese Vilma Bánky.

## Trama
Nel 1809, nel Tirolo occupato dalle truppe bavaresi e da quelle francesi, Severin Anderlan, studente tirolese di medicina, rientra in patria e scopre che le truppe francesi, alleate della Baviera, hanno distrutto il suo paese natìo ed ucciso i suoi famigliari. Dopo aver ucciso alcuni soldati francesi, fugge ad Innsbruck come capitano dei dragoni bavaresi. Qui, ad un ballo a corte, apprende che le truppe napoleoniche stanno per invadere nuovamente la sua terra, ov'è scoppiata l'insorgenza tirolese. Severin organizza quindi la resistenza armata del suo popolo.

## Produzione
Il film fu prodotto dalla Deutsche Universal-Film. Venne girato a Finstermünz, nel Tirolo austriaco; a St. Moritz e a Zuoz, in Svizzera e agli Ufa-Atelier di Berlino-Tempelhof.

## Distribuzione
Distribuito dalla Deutsche Universal-Film venne presentato in prima a Stoccarda il 22 dicembre 1932 e poi a Berlino il 17 gennaio 1933. Il film uscì anche nelle sale cinematografiche USA il 1º luglio 1933, distribuito dall'Universal Pictures.

## Ricezione
Quando Joseph Goebbels, ministro di propaganda nazista appena insediato, il 28 marzo 1933 nel suo primo discorso rivolto ai registi tedeschi citò degli esempi da seguire, citò - oltre a La corazzata Potëmkin di Sergej Ėjzenštejn, Anna Karenina di Edmund Goulding (con Greta Garbo), I Nibelunghi di Fritz Lang - anche Der Rebell di Trenker. Anche Adolf Hitler ne fu entusiasta, guardandolo ripetutamente.